# 후지 스미코
후지 스미코(Sumiko Fuji, 1945년 12월 1일 ~ )는 일본의 배우, 일본의 성우이다.
고보시에서 태어났다.

## 방송
- 치카에몽
- 나오미와 카나코
- 위장부부
- 고운초 커피집 코요미
- 오리엔트 특급 살인사건

## 영화
- 2019년 해수의 아이 - 데데 역
- 2020년 동백정원